# 潜水艦スーパー99
『潜水艦スーパー99』（せんすいかんスーパーナインナイン）は、松本零士による漫画作品。単行本は全2巻。

## ストーリー
沖博士と沖五郎は日本海溝調査のため、深海調査艇「くろしお」で潜航する。だが謎の組織ヘルメット党の工作員によって調査艇は故障させられており、生死不明になってしまった。しかし二人はヘルメット党の存在を予期しており、潜水艦スーパー99を秘密裏に建造。後事を次男のススムに託していた。事態を重く見た日本政府によって海上自衛隊から乗員が集められ、99とヘルメット党潜水艦隊との戦いが始まる。

### 「海賊海軍出現の巻」
南太平洋のランドロック島南方で、客船シーエンゼル号から「日本のイ号潜水艦に雷撃を受け、沈没」との緊急電が99に届く。現場へ急行する99の前に現れたのは、キャプテン・コッコ率いる海賊海軍であった。

### 「海底ピラミッド編」
マダガスカル島沖で船が頻繁に行方不明に。99は調査に訪れるが、謎の潜水艦ピラミッド号の襲撃と、鉄製の部品が腐蝕するという怪現象に見舞われる。

## 概要
松本零士（雑誌連載当時のペンネームは松本あきら）の海洋冒険漫画。沖博士が秘密裏に建造したスーパー潜水艦「99」（ナインナイン）と、世界征服を企むテロ組織「ヘルメット党」との戦いを描く。雑誌『冒険王』（秋田書店）において、1964年11月号から1965年12月号まで連載された。
当時、小沢さとるの漫画『サブマリン707』によって潜水艦による海洋冒険漫画のブームが起きており、編集部からいわゆる「二匹目のドジョウ」を狙う意向で連載を依頼された作品であるが、『707』が比較的、史実の戦記物に近い潜水艦漫画であるのに対し、本作はL動力エンジン他、現実に拘泥しないSF風味がかなり強い作風になっている（『707』も途中からはかなりSF要素が強くなっているが、本作ほどではない）。
本編の他に外伝として「海賊海軍出現の巻」と「海底ピラミッド編」が1965年発行の『冒険王』の「お正月大増刊号」と「夏休み大増刊号」に掲載された。「海底ピラミッド編」は朝日ソノラマのサンワイドコミックス『光速エスパー』に収録されている。この2編は劇中における時系列的にはヘルメット党との戦いの最中に行われたエピソードであり、本編とは無関係な番外編と呼べる作品だが、どちらも最終頁にて「さぁ、我々にはヘルメット党との戦いが待っている」と大山に語らせており、連載本編へ読者を誘う宣伝に近い内容となっている。
2003年には、本作を原作とするテレビアニメ化がなされている。

## 用語
ヘルメット党
世界各地で海洋テロ活動を行う秘密結社。ルドルフ・ヘチが総統。その最終目的は世界征服でナチスドイツとの関係が示唆されている。本部は日本海溝のさらに地下にある。潜水艦隊や潜水空母、水爆ミサイル、陸軍などを保有。エンブレムはバルケンクロイツを基本に、棒を1本減らしてY字型に変形させたもの。
党員は第三帝国陸軍風の軍服を着ている。潜水艦内でも士官はシンボル入りの大きな軍帽を被り、兵士はヘルメット党の名の通り、フリッツヘルメットを常に着用している。党員は数万人で国籍はさまざまだが、ヘチ曰く「ヘルメット党が新しい祖国」。
本部基地には人工的に強力な潮流を発生させ味方の潜水艦を急速に収容する施設（敵からは消えたように見える）がある。岩棚の両側に無数の魚雷発射管を備えた要塞施設もある。本部基地の自爆装置は水爆で、爆発すると放射能が海底高速水道を通して世界中に広まってしまう。
秘密室
ヘルメット党本部基地の一番下にある。海底下2千メートル。ヘチ以外は入れない。内部は生臭い空気に包まれており、奇妙な形をしたゼス人との画像通信機が設置してある。そのスイッチには匂いの元である、ぬるぬるした粘液が付着していた。
自爆装置
ヘルメット党本部にある時限爆発式の自爆用核爆弾。潜水艦隊を失ったヘチが起爆スイッチを入れてU-13号で脱出するが、爆発3秒前にモーゼル提督の拳銃によって装置は破壊された。
海底高速水道
ヘチがアウトバーンを参考にして全世界に作った海底トンネル網。ヘルメット党本部から世界各地にのびている。このトンネルを使って潜水艦隊や陸軍部隊を世界同時に送り込み奇襲しようと考えた。ヘルメット党本部降伏後は潜水貨物船などの航路として平和利用される予定。
X-003
ヘルメット党本部からのびる海底水路のひとつ。他の水路は海底とほぼ並行に掘られているが、これだけは30度位の角度で地下へ掘り進んでおり、図面の行き先は空白になっている。実は地底海につながっていた。
宣伝フィルム
ヘルメット党がバチスカーフ内にわざと残したプロパガンダ映画。フィルム缶にはヘルメット党の象徴がマーキングされていた。ススム達はこのフィルム映像から敵首領ヘチ総統の存在や、沖博士生存の情報を得る。
地底海
ヒマラヤ山脈の3万メートル下にある広大な空洞に存在する海。地底だが何らかの光源は存在し、薄暗いが暗黒の世界ではない。チロザウルスやラムホリンクスが生息。ゼス人が文明を築いている。
地底海人ゼス
地底海で独自の科学文明を築いている人類。水中活動に適応しているが空気中での活動にも支障はない模様。首にエラを持ち、手足には水かき。皮膚は緑色の粘液でおおわれていて、ウナギやドジョウの粘液と同じ役割を果たす。この粘液は地上の人間には生臭い異臭として感じられる。長い地底生活で人口が減りつつあり、地上の人間のように太陽のもとで生きたいと望んでいる。
ヘチはゼス人を地上に連れ出すのに必要という名目で、自身の世界征服に協力させていた。統治機構は帝政で皇帝が元首。現皇帝陛下は争いより平和を求める性格らしく、ヘチの死後は交渉が始まることが示唆される。沖博士は、人間の祖先に当たる生物が地底海に入り込み、地上と地下で互いの存在を知らずに別々に進化したと仮説を立てた。ヘチがどういう経緯で彼等の存在を知ったのかは不明。また、ヘチ自身が外見を人間に偽装した地底海人であった可能性もある。
九九式ライフル
沖五郎は第二次大戦で九九式短小銃を使用し、何度も命を救われた。戦後になって苦労して入手し、銃床などをスポーツ用に改造して愛用していた。くろしおで日本海溝に潜航する前にススムに託す。ススムはこれを用いて海竜丸へ突進する魚雷を狙撃して爆破した。
L動力機関（エルどうりょくきかん）
沖博士が開発した新動力源。スーパー99のエンジンに使われている。原子力よりも強力だが放射能は出ないクリーンエネルギー。燃料の補給無しに半永久的に稼働する。くわしい原理は語られていない。
ランドロック島
「海賊海軍出現の巻」に登場。南太平洋上の孤島で、キャプテン・コッコが根拠地にしている。
鉄食い虫（てつくいむし）
「海底ピラミッド編」に登場。地中海に落下した隕石から発見された微生物。発見者はミイラ博士。顕微鏡で百万倍に拡大しないと見えない。鉄や鉄を含む合金を食べてしまい、酸化鉄を含んだ糞をする。これが大量に生息する海域は海水が鉄の赤錆で赤くなり大型船舶も穴だらけになって遭難してしまう。また糞からは特殊な合金が作れる。レーザー光線切断機でも歯が立たず、大山は「水爆にも耐えるかもしれない」と考えた。ミイラ博士はこの特殊合金を大量に入手するため、海に鉄食い虫を大量繁殖させた。
海底ピラミッド
「海底ピラミッド編」に登場。ミイラ博士は遭難させた船舶から作った前述の特殊合金で海底にピラミッド型の要塞を建造していた。中では船舶の乗員が奴隷として働かされている模様。

## 登場人物

### 99関係者
沖 ススム（おき ススム）
主人公の少年。沖博士の息子で五郎の弟。父と兄から潜水艦スーパー99と九九式ライフルを託され、ヘルメット党と戦う。沖博士の残した手紙の指示でマニュアルを全て丸暗記した後に焼却したため、99の全機能はススム一人しか知らされていない。戦闘アドバイサーとして99に乗り込み、自身も修理艇や対潜ジェット機を操縦したり九九式ライフルで戦う。
沖 五郎（おき ごろう）
沖博士の息子でススムの兄。沖博士の右腕的存在。第二次世界大戦で南方の戦線を転戦。その際、九九式小銃に何度も命を救われた。ススムに自分の九九式ライフルを託し、父と共に「くろしお」で潜航。ヘルメット党に拉致された後は海底トンネルの工事で強制労働させられる。スーパー100の量産が始まると博士と共に協力するふりをして謀略をはりめぐらした。
沖 博士（おき はかせ）
海洋学者。名は不明。五郎とススムの父。ヘルメット党の存在を知り、沖海洋研究所の地下工場で五郎と共に99を建造。起動用の鍵とマニュアルをススムに託した。自身が作った深海調査艇「くろしお」に五郎と乗り、日本海溝に潜航するがヘルメット党に拉致される。その後はヘルメット党に協力するふりをしながら、さまざまな謀略を行ない、来るべき決戦に備えた。
大山（おおやま）
一等海佐。海上自衛隊の潜水艦乗り。五郎の親友。スーパー99の艦長になる。
古井（ふるい）
スーパー99の副長で三等海佐。第二次大戦にも参加した歴戦の潜水艦乗り。ひげ面で隻眼。時々九州弁訛りになる。あだ名はタヌキ。いつも元気いっぱいで艦内のムードメーカーであり、外見や言動からは年齢が推しはかれない。ただし、日本海溝の底でススムの修理艇が行方不明になった時は「年寄りの自分が修理艇に乗ればよかったのだ」と号泣している。
堀川（ほりかわ）
警察署長。ヘルメット党について調査している。

### ヘルメット党
ルドルフ・ヘチ
世界征服を企むヘルメット党の総統。ヒトラー総統を尊敬し、生まれはドイツだが、今は「世界中が敵」と語る。しかし、これは対外的な偽装で、秘密室の通信機に付いた粘液からヘチ自身が地底海人であった可能性もある。
性格的には気分屋で「何でも適当に決める」性分である。一人称は「わし」。
沖博士の奸計で潜水艦隊と党本部を失い、地底海へ撤退して再起を図るが、99に敗れたU-13の艦内で瀕死のゼス人から逆襲の銃撃を浴びて絶命する。
カルカノ少佐
U-888の艦長。イタリア人。小心者でどこか抜けている。ススムをヘルメット党本部から沖海洋研究所まで運ぶ途中で99と交戦、降伏。以後は沖博士達の計略にいやいや協力させられた。
ヘルメン
ヘルメット党の軍医。大きな眼鏡をしていて奥の目は見えない。人を食ったような性格。そのためにU-888が99に拿捕される遠因を作った。以後は沖博士達の計略に協力したらしい。ハイムマンとは知り合いでススムの九九式ライフルを届けようとしていた。
ワルター・フォン・モーゼル提督
ヘルメット党海軍潜水艦隊司令長官。ドイツ出身。第二次大戦からの歴戦の老潜水艦乗り。最初に完成したスーパー100の艦長に任ぜられる。誇り高く、したたかな性格。「勝利か、しからずんば死か。だが、間違ったことのためには戦わない」という主義を持つ。ヘチの背後に何者かがいると知ってからは、沖博士達の計略を見て見ぬふりをした。
党員からの人望も厚く、ヘルメット党本部で抵抗を続ける兵士達も彼の演説を聞いて戦闘を放棄した。本部降伏後は99に同乗。ヘチとの最終決戦後に「何も知らずヘチに従っていた自分が許せない」と愛銃で自決。第二次大戦から愛用していた拳銃ワルサーP38を唯一の肉親である弟に渡すようススムに頼んで事切れた。
クロイツ・H・ハイムマン
ヘルメット党日本支部長。諜報活動に従事していた。表向きは西ドイツのスピーケル新聞社の極東特派員。だが本物のハイムマンは一年前に事故で死亡しており偽名である。
最初は顔も名前も分からぬ謎のダイバーとして登場。なぜかたびたびススムと99の危機を救った。
アジトは沖海洋研究所から5キロ離れた変わった形の屋敷。その実体はMG42マシンガンなどで武装した要塞であり、堀川署長が警官隊を突入させても揺るぎもしなかった。ただし原因不明の津波でアジトは壊滅（後に国連軍の艦隊をヘルメット党が水爆で全滅させたのが原因と判明）。ススムに「ヘチの背後に本当の敵がいる」と告げ「私にはまだやらねばならないことがある」とアクアラングを装備して海中に飛び込んで別れた。
趣味でライフルを集めており、ススムが五郎から託された九九式ライフルを欲しがっていた。作中では誰よりも早くゼス人の存在に気付いていたらしく、ススムと99を助けたのもそのためらしい。実はモーゼル提督の弟。
ゼス人
地底海人。二人登場するがどちらも名は語られず、ヘルメット党の士官制服を身に着けていた。
一人は被弾した大型潜水艦の乗組員で、自艦内に発生したガスによる中毒で99艦内に収監され、その正体を暴かれた。後に99艦内で破壊工作を行うが、魚雷被弾の衝撃で死亡。
もう一人はゼス皇帝から派遣されていると思しき高級将校で、ヘチのU-13号に乗り組んでいた。しかし、ススムを地獄への道連れにU-13を99へ体当たりさせようとするヘチの狂気を見て「こんな残酷な戦いを皇帝陛下は望んでいない」とヘチに停戦を命令するが、逆上したヘチに撃たれる。死んだかと思われたがヘチを背後から銃撃して倒し、ススムにゼス皇帝の意思を伝えて逝った。

### 海賊海軍
海賊海軍は「海賊海軍出現の巻」に登場する犯罪組織。紹介の都合上、ここでは海賊海軍以外のキャラクターも扱う。
キャプテン・コッコ
A国出身の大金持ちで、海賊海軍の首領。自称、大海賊キャプテン・クックの子孫。兵器の収集狂で、集めた兵器を使用した海賊海軍でテロ行為を行う。
P51パイロット
P51ムスタングに乗る海賊海軍のパイロット。名は不明。不時着水後、仲間に口封じに殺されそうになるが、99に救助されて海賊海軍の情報を伝える。
ジョージとその父親
客船「シーエンゼル号」の船客で、白人の子供とその父。父は第二次大戦中に日本軍と戦った体験をジョージに語っていた。船がコッコに沈められて捕虜となる。

### アラブ連合
アラブ連合は「海底ピラミッド編」に登場する国。作中では「エジプトが独立してアラブ連合となった」と説明されている。首都はカイロ。
ナケル・ヤケル中佐
アラブ連合海軍所属。99の修理に協力した。ミイラ博士を秘かに監視するよう命令されている。調査の末、ミイラ博士の経歴に不審な点があると突き止める。
ミイラ博士
アラブ連合のナイル海岸研究所の科学者。ヤケル中佐をして「偉大な科学者」と言わしめた。だが自分が発見した鉄食い虫を利用して潜水艦ピラミッド号や海底要塞を築いていた。「海外に逃亡していたが、エジプトがナイル連合として独立後に帰国」という来歴。しかしヤケル中佐の調査で「そんな人物は居ない」と判明。最後は潜水艦ピラミッド号と共に死亡。ススムは「彼は人間だったのだろうか（宇宙人かもしれない）」と疑問を抱くも、その正体は永遠に分からなくなってしまった。

## 登場メカニック

### 潜水艦スーパー99
沖博士と沖五郎が秘密裏に建造した戦闘用潜水艦。名前は五郎が愛用する九九式ライフルにちなんでつけられた。司令塔には「SS-99」（SUBMARINE SUPER 99）と書かれている。くわしい能力は「ヘルメット党に知られると困るので秘密」とされている。最終決戦後、悪用を防ぐために解体される予定。
諸元（「戦闘によりヘルメット党に分かったもの」とされている）
| 全長     | 約120m                                                           |
| 全幅     | 約16m                                                            |
| 排水量   | 約12500t                                                         |
| 水中速力 | 60ノット以上                                                     |
| 水上速力 | 50ノット以上                                                     |
| 武装     | - 魚雷発射管×16門 - ミサイル魚雷発射管×18門以上 - 機雷投射機×2門 |

以下は作中で判明した装備など。
魚雷発射管
艦首と艦尾に8門ずつ。他にも意外な所に発射管が隠されている。使用する専用魚雷は高速魚雷と表現されている。威力や描写はシーンよってまちまちで、大戦中のイ号潜水艦を1発で撃沈出来ない場合（「海賊海軍出現の巻」）や、磁気魚雷を用いているシーンもある（「海底ピラミッド編」）。
磁力吸着式時限魚雷
敵艦に電磁石で吸着し、タイマーで指定した時間を過ぎると爆発する。磁力は99からの遠隔操作でカットして切り離すこともできる。U-888の拿捕に使用。
非常制動魚雷
外見は赤く塗装されている。発射管から鎖を伸ばしながら進み、先端が岩などに喰い込む。潮流に流されそうになった際、後部発射管8門から発射して周囲の岩に打ち込み、艦を固定した。宇宙戦艦ヤマトのロケットアンカーのような使われ方をした。
錆落とし魚雷（仮）
「海底ピラミッド編」で登場。弾頭には「金属の錆落としに使う化学溶液」が詰められている。潜水艦ピラミッド号の特殊合金は通常魚雷ではビクともしなかったが、これにはかなわず溶けてしまった。
対潜ミサイル
後部上甲板のVLSから発射される。発射管は少なくとも8×2門以上。弾頭はL動力を爆薬にした強力なもの。発射後、海中から海上へ飛び出して空中を飛行。敵潜の真上からふたたび海中に突入して命中する。
機雷投射機
船底に2門ある。投射された機雷は海中で設定された深度を保つ。
連装ミサイルランチャー
セイル（司令塔）の後部に設置されている。対艦、対空攻撃に使用可能。見る限り自動での次発装填機構はなく、撃ち終えたら再装填まで使用不可能になる。長距離誘導兵器であるらしく「海賊海軍出現の巻」では目視距離で浮上したイ号に命中しないなど、至近での命中精度はあまり良くない。地底海では敵機と間違えてラムホリンクスを撃ち落とした。作中では使用時に専門の射手（？）が座席に着いていた。海中で使用する描写はない。
爆雷
正式名称不明。投射機が両舷にある。海上から海中のU-13に投射した。紡錘形で何らかの推進器を備えている。
62式機関銃
艦内に格納され、浮上戦闘の際にセイルへ設置する自衛隊の制式汎用機関銃。主に古井三佐が銃手を務める。劇中では海賊海軍のイ号や戦闘機、地底海のラムホリンクスに向けて射撃する描写があり、海賊海軍のP51を撃墜した。
L機関エンジン
99式2型LL3を動力として搭載。
最大潜航深度
2万m以上。地球上のいかなる深海にも潜航可能。
放射能探知機
U-型潜水艦が出す放射能を探知し、位置を正確に割り出せる。
ソナー攪乱液
艦尾から放出し、相手のソナーを妨害する。
修理艇
円錐形の一人乗り小型潜航艇。司令塔より後部の上甲板より発進。4本の作業アームを持ち、艦の外から損傷を修理する。日本海溝の底でも活動できる。
対潜探知機
T尾翼のジェット機。司令塔前部に格納されている。空から敵潜水艦を見つけるのが役目。水上機ではなく通常の着陸脚を装備。作中では撃墜されてしまったので、どのように99に着艦（もしくは回収）するのか不明。
分離機能
艦体を輪切りにするような形で8つの部分にバラバラに分離・接続できる。バラバラのままでも各ブロックは航行と攻撃が可能。艦体中程のブロックは側面に魚雷発射管がかくされていた。モーゼル提督のスーパー100に遭遇した時、この機能を使って撃沈されたふりをする。これがヘチにスーパー100の量産を決意させた。
ゴムボート
他の船に移動する時などに使用。なぜか動力はなく、オールを使う。
個人用飛行装置
パーソナルジェットの一種。『光速エスパー』式に人間が背中に背負うように装備して空を飛ぶ。ススムと古井がハイムマンのアジトに乗り込むのに使用。
ヘルメット党も同様な装備を有しており、本部の命を受けた工作員が背負い、沖研究所を調べるために使用している。
船体
（「海底ピラミッド編より」）99の船体は特殊合金で作られている。スクリューを含む一部だけが鉄を含んだ合金だった。鉄食い虫の被害にあってからは全てを特殊合金に作りかえた。
スクリュー
紡錘形の艦尾の一部がリングのようになっており、そこにブレードが20枚取り付けられている。枚数は「海底ピラミッド編」で判明。

### ヘルメット党
ヘルメット党の潜水艦は本部のある日本海溝の底、1万メートル以上（U-13を見る限り、確実に2万メートル以上）まで潜航可能。

#### U-型潜水艦（ユーがた）
ヘルメット党の初期主力潜水艦。セイル左右にある水中抵抗が大きそうな大型のハエ叩き型レーダーアンテナと、艦首両舷にV-3号大型魚雷用の外装発射管を備えたシルエットが特徴。動力は原子力だが、原子燃料の燃えカスを海に捨てる構造（格納容器から使用済み核燃料を投棄するので、放射能探知機に反応する）で、大山は「海の無法者」と評した。塗装は漆黒で艦体にヘルメット党の党章と白い帯。司令塔に党章と「U-×××」と艦番号が入る。スクリューは2軸。
スーパー100の量産に当たって資材確保のためにスクラップにされた。残ったのはヘチ専用艦のU-13のみと思われる。
諸元（単行本のコラムより）
| 全長     | 85m |
| 全幅     | 9.5m |
| 排水量   | 3750t |
| 水中速力 | 40ノット |
| 水上速力 | 25ノット以上 |
| 武装     | - 魚雷発射管×12門 艦首に6門。描写はなかったが艦尾にも発射管がある。 - 外装超大口径魚雷発射管×2門 V-3号専用。 - サブロック発射管×6門 - 90mm原子砲×2門 - 20mm3連装機銃×2門 （作中で使われなかった兵装もある） |

以下は作中で判明した装備など。
磁気魚雷
磁気に反応して、目標のそばを通っただけで爆発する魚雷。
V-3号
1隻につき2発搭載するアクティブホーミング魚雷。通常の魚雷よりはるかに大きく、艦首に外付けされている専用発射管に収められている。威力も凄まじく、3隻6発でギュヨー（平頂海山）が跡形もなくなった。ヘチ総統からも「むやみに使ってはならぬ」と命令されている。
ミサイル発射管
艦尾上甲板に発射管があり、対艦用ミサイルを斜め上へ向けて発射する。
対空ミサイル
海中から空中へ飛び出してスーパー99の対潜探知機を撃墜した。艦のどこから発射されるのかは不明。
特攻装置
艦自体をホーミング魚雷として敵艦に体当たりさせる。

#### U-0型潜水艦（ユーゼロがた）
特殊任務用の潜水艦。上甲板に小型潜航艇（水中スクーター）を多数搭載しており、これで敵地に工作員を潜入させる。魚雷などの武装については不明。スクリューは2軸。99の対潜ミサイルに撃沈された。

#### 潜水艦スーパー100
沖博士と沖五郎がヘルメット党に協力するふりをして作った潜水艦。外見は安定翼の形状以外スーパー99と同じ。塗装はモーゼル提督専用艦が白（灰色？）だが、他は漆黒。U型と違って司令塔と艦体にはどの艦も「SS-100」と書かれている。艦体に巻いた帯とヘルメット党の党章が入るのはU型と同様。L機関を搭載しスーパー99の改良発展型とされているが、実際には機能が削られていたり自爆装置が仕掛けられていた。
最初の一隻がモーゼル提督の指揮でスーパー99を撃沈した（実は偽装）。その後は1000隻が大量生産され、U型に替わって主力潜水艦となった。これがヘルメット党壊滅のキッカケとなる。
諸元
魚雷
99にむけて発射されるが、沖博士達の細工で自分からよけてしまった。
対潜ミサイル
99と同様の物と思われる。
対空ミサイル
対潜ミサイルと同じVLSより発射される。
連装ミサイルランチャー
99と同型の物。　
時限爆発装置
沖博士達がしかけたもの。これによりヘルメット党の潜水艦隊は壊滅した。

#### 潜水空母
全通式飛行甲板を有する超大型潜水艦。スクリューは2軸。司令塔は右舷に寄せられている。塗装は漆黒で艦体にヘルメット党の党章と白い帯があるのはU型と同じ。2隻が登場するがどちらも99に撃沈された。艦載ジェット攻撃機は水爆ミサイルを搭載できる。艦首に8門の魚雷発射管らしき物がある。動力源は不明。

#### 防水ジェット機
ハイムマンのアジトにあったT尾翼のジェット機。機首に機銃発射口らしき物が6門あり、エンジンは双発らしい。アジトごと津波に飲み込まれたが、防水なので海に沈まなかった。ススムとハイムマンは一時休戦し、このジェット機をイカダの代わりにしてしばらく漂流した。

#### 艦上攻撃機
潜水空母搭載の単発ジェット攻撃機。複座で主翼は折りたたみ式。99の雷撃前に1機だけ発艦した。翼下に水爆ミサイルを懸架している。進路上に戦闘機群を認めて目的であった東京爆撃を断念し、やけくそで99へ体当たりを敢行するが、モーゼル提督のスーパー100に撃墜された。

#### 戦車
ヘルメット党本部に配置されている。外見はナチス系よりも、サスペンションなどからどちらかと言えばアメリカ系のデザインである。

### ゼス

#### ゼス人の大型潜水艦
ゼス人が独自開発したと思われる潜水艦。X-003水路内で99と遭遇するので、深度2万メートル以上を航行可能な性能を誇る。量産されており、地底海ではU-13に指揮された同型艦が艦隊を組んで大量に登場する。99より大型だが動力などは不明。艦首に8門の魚雷発射管を装備。艦体はリベットが出っ張っており、ススムは「形はすごいのに作りは古くさい」と疑問を持った。艦体色は漆黒。マーキングなどは一切無い。

### その他

#### くろしお
沖博士が開発したバチスカーフ。非武装だが照明弾ロケットを搭載している。U型潜水艦に襲われて行方不明になるが、後に海上で漂流しているのを発見される。しかし、艇内は無人で操縦席にヘルメット党の宣伝フィルムが残されているだけだった。

#### 海竜丸
くろしおを運んだ海洋調査船。後甲板にクレーンがある。

#### おおなみ
海竜丸を護衛した船（海上自衛隊所属なのか海上保安庁所属なのかは不明）。

#### F-104 (航空機)
日本国のジェット戦闘機（作中では一貫して「航空自衛隊」という呼称が用いられず、本機も「F-104J」とは断定できない）。初登場時はU型から海竜丸へ向けて発射された魚雷群をバルカン砲で射撃するが、1本だけ破壊に失敗する（その魚雷はススムが九九式ライフルで狙撃）。後に哨戒飛行中にスーパー100の対空ミサイルを受けて撃墜されたり、水爆搭載攻撃機の進路上へ大編隊で現れて、攻撃機の東京爆撃を断念させた。

#### K-6（ケーシックス）
アメリス国のディーゼル式潜水艦。99を誘き出す餌としてヘルメット党に撃沈される。

#### アメリカ第八艦隊
世界最強と言われている艦隊。司令官はサーモスタット提督。旗艦は原子力空母プテラノドン（排水量98000トン、艦載機600機、海底攻撃用水爆ロケット50発を搭載）。第八艦隊を主力とする800隻の国連軍はヘルメット党本部攻撃におもむいたが、海底からの水爆ミサイル攻撃で消滅。爆発で津波が発生した。

### 海賊海軍出現の巻

#### イ号潜水艦
撃沈された旧日本海軍のイ号潜水艦をサルベージした海賊海軍の唯一の潜水艦。魚雷発射管は艦首に6門（艦尾は不明）。前甲板上に単装砲がある。旗艦的存在でキャプテン・コッコが指揮を執る。

#### シーエンゼル号
アメリカの客船。南太平洋上で海賊海軍に雷撃されて沈没した。

#### 駆逐艦
イ号同様、大戦中の物をサルベージした海賊海軍の駆逐艦。ランドロック島の港に5隻停泊していたが、出撃前に99の雷撃で全艦撃沈されてしまった。

#### 戦闘機
海賊海軍の航空戦力。やはり大戦中の物をサルベージした機体。機種は零式艦上戦闘機52型。P51ムスタングD。メッサーシュミットBf109E。

### 海底ピラミッド編

#### ピラミッド号
ミイラ博士が秘密裏に建造した原子力潜水艦。放射能探知機に反応した所から、ヘルメット党のU型潜水艦同様な「海の無法者」である。艦首に魚雷発射管10門を装備（外見から確認可能なのは8門だが、劇中では10本の魚雷が放たれている）。その船体は鉄食い虫が作った特殊合金で通常兵器では全く歯が立たなかったが、大山の機転で錆落とし魚雷を喰らって溶けてしまう。

#### ベレッタ号
イタリアの豪華客船。鉄食い虫のいる赤い海で遭難する。

#### マタドール号
スペイン船。ベレッタ号に先駆けて遭難した船。劇中では名前のみ登場。

#### ツタンカーメン号
アラブ連合が建造中の原子力潜水艦。劇中では名前のみ登場。

#### COIN機
ミイラ博士の配下が操るT尾翼の単発ジェット軽攻撃機。翼下へ対地ミサイル2発を懸架。研究所へサンプルを運ぶアラブ連合のジープを爆撃し、赤い水の証拠を隠滅した。

## テレビアニメ『SUBMARINE SUPER 99』
2003年5月からCSスカイパーフェクTVにて放送された、『宇宙戦艦ヤマト』『銀河鉄道999』の松本零士が原作・総設定・監修を務めて描くテレビアニメ。監督は「紺碧の艦隊」の又野弘道、脚本・シリーズ構成は『ヤマト』『999』の藤川桂介。
深海を舞台にした海洋アクションながら、『ヤマト』や『999』に繋がるモチーフがある。エンディングでは宇宙を航行する99の姿も見られる。
OPおよびEDテーマを水木一郎、堀江美都子が担当している。

### 登場人物（テレビアニメ）

#### スーパー99
沖 進（おき すすむ）
声 - 福山潤
本作の主人公。両親がなくなってから祖父と兄に育てられた。兄が行方知れずになってから自立し正義感に燃えるように。
沖 五郎（おき ごろう）
声 - 水島裕
進の兄。
沖 重造（おき じゅうぞう）
声 - 長克巳
沖兄弟の祖父。海洋学博士。
大山 築（おおやま きづく）
声 - 森川智之
SS-99のの艦長。五郎の親友。
森木 深雪（もりき みゆき）
声 - 堀江美都子
SS-99の分析士。第2話から登場。五郎と惹かれ合う。
田貫 虎吉（たぬき とらきち）
声 - 中博史
SS-99の機関長。
菊池
声 - 飯島肇
聴音手。
おばちゃん
声 - 山下亜矢香

#### 海洋帝国
デスバードの他は海底人のため、名前は原作のゼス人にちなんで、必ず「ゼ・ス－」と入っている
ヘル・デスバード
声 - 沢木郁也
ゼ・ストレート
声 - 井上喜久子
ゼ・ストロネストロ
声 - 成田剣
ゼ・ストロガー
声 - 雪乃五月
ゼ・ストロン
声 - 成瀬誠
クイーン・ゼ・ヴィオレシア
声 - 日野由利加
ガイ・ゼルバート
声 - 廣田行生
ボル・ロウ大佐
声 - 中田雅之
ヤーナ
声 - 池田ひかる
マーノ
声 - 野島裕史
ドクター・レストア
声 - 島香裕

### スタッフ
- 原作・総設定・監修 - 松本零士「潜水艦スーパー99」
- 監督 - 又野弘道
- シリーズ構成・脚本 - 藤川桂介
- キャラクターデザイン・総作画監督 - 嶋津郁雄
- メカニックデザイン - 板橋克己、原田吉朗
- 美術監督 - 土橋誠
- 色彩設定 - 吉田晴絵
- 撮影監督 - 久保和之
- 音響監督 - 早瀬博雪
- 音楽 - 溝淵新一郎
- プロデューサー - 土橋哲也、岡川晃基
- アニメーション制作 - ベガエンタテイメント
- 製作 - AT-X、テレビ東京、ポニーキャニオンエンタープライズ、ムービーテレビジョン、円谷映像、ベガエンタテイメント

### 主題歌
オープニングテーマ「セイリング 未来へ」
作詞 - 及川眠子 / 作曲 - 鈴木キサブロー / 編曲 - 亀山耕一郎 / 歌 - 水木一郎
最終話ではエンディングテーマとして使用された。
エンディングテーマ「悲しみは天に還して」
作詞・作曲 - 円谷一美 / 編曲 - en avant / 歌 - 堀江美都子

### 各話リスト
| 話     | サブタイトル            | 絵コンテ   | 演出       | 作画監督       |
| ------ | ----------------------- | ---------- | ---------- | -------------- |
| 第1話  | 深海調査艇、消滅!       | 又野弘道   | 又野弘道   | 嶋津郁雄       |
| 第2話  | 超潜水艦、スクランブル! | しまづ聡行 | 三宅綱太郎 | はっとりますみ |
| 第3話  | 深度一万二千の死闘!     | 小林三男   | 小林三男   | 高橋昇         |
| 第4話  | 我、奇襲に成功せり!     | 佐久間信計 | 吉田俊司   | 工藤柾輝       |
| 第5話  | 若き戦士の挑戦!         | 前田康成   | 白石道太   | 松崎一         |
| 第6話  | ホールドアップ!         | 寺本幸代   | 寺本幸代   | 若林淳         |
| 第7話  | 罠!                     | しまづ聡行 | 三宅綱太郎 | 嶋津郁雄       |
| 第8話  | 皇帝即位宣言!           | 小林三男   | 小林三男   | 高橋昇         |
| 第9話  | 名将の決断!             | 吉田俊司   | 吉田俊司   | はっとりますみ |
| 第10話 | 海洋帝国爆破!           | 所俊克     | 下田久人   | 乙幡忠志       |
| 第11話 | さらば、名将!           | 寺本幸代   | 寺本幸代   | 若林淳         |
| 第12話 | 決戦!                   | 善聡一郎   | 三宅綱太郎 | 高橋昇         |
| 第13話 | 新しい海へ!             | 又野弘道   | 吉田俊司   | 嶋津郁雄       |

## 関連書誌

### 漫画
- 松本零士 『潜水艦スーパー99』 秋田書店〈サンデーコミックス〉、全2巻 
  1. 1970年3月10日発行
  2. 1972年10月25日発行
- 松本零士 『潜水艦スーパー99』 秋田書店〈秋田漫画文庫〉、全2巻 
  1. 1992年3月1日発行、ISBN 978-4-2530-1522-6
  2. 1992年3月1日発行、ISBN 978-4-2530-1523-3
- 松本零士 『潜水艦スーパー99』 秋田書店〈秋田文庫〉、全1巻 
  1. 2002年8月1日発行、ISBN 978-4-2531-7008-6
- 松本零士　『漂流3000万光年』 朝日ソノラマ〈サンコミックス〉、全1巻
  1. 昭和59年5月31日初版発行 ISBN 4-257-91793-8

世界観的に99の続編的要素を持つSF作品。青年になった沖ススムが登場し、99本編で沖博士が人類とゼスの進化を解説したコマを背景に「かつて偉大な文明を誇った地底海人ゼス」の存在が語られるシーンがある（このススムの台詞から、後年、ゼスは絶滅した模様である）。なお、ススムの住む塔状の海中住居には「99」の数字がマーキングされており、そのままロケットとしても機能する。
- 松本零士 『松本零士単行本未収録作品短編集』

月刊『少年チャンピオンRED』2015年3月号別冊付録。99の外伝2作の他に、主に松本あきら時代の漫画を4作品（『ブラック・0』『パイロット262』『ダイナモ7』『黄金の騎士』）掲載している。単行本未収録と銘打ってあるものの、「海底ピラミッド編」は前述の通り、単行本に収録されたことがある。

## 関連作品
- 『サブマリン707』
- 『青の6号』
- 『ふしぎの海のナディア』 - ガイナックス製作のテレビアニメ。本作を手本にした「世界中に伸びる海底トンネル」や、「L動力機関」などが登場する。